# Aeroportul Balimo
Aeroportul Balimo (IATA: OPU, ICAO: AYBM) este un aeroport din Western Province⁠(d), Papua Noua Guinee.
Situat la o altitudine de 30 m, aeroportul dispune de o singură pistă.